# Photographes officiels des Beatles
Cette page énumère les photographes qui ont façonné l'image du groupe rock britannique The Beatles.

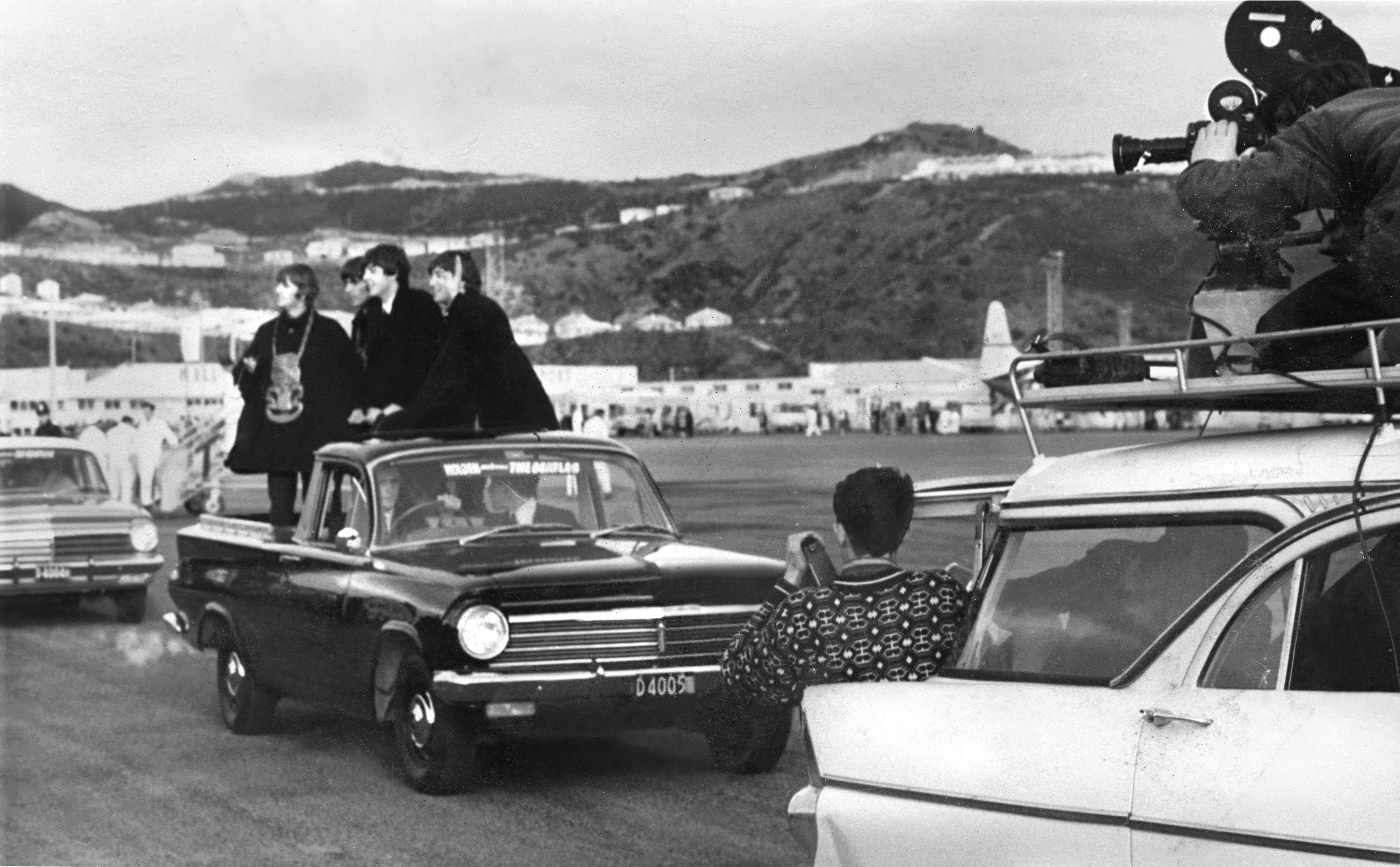
Les Beatles à l'aéroport de Wellington en 1964

## Historique
Au cours de leur carrière, d'innombrables photographies des Beatles ont été prises soit par des fans, des journalistes, des gens de leur entourage ou des photographes professionnels tels David Magnus, John Loengard, Bob Gomel (en) ou Leslie Bryce, ce dernier attitré au fanzine The Beatles Book Monthly. Ringo Starr et Paul McCartney ont chacun publié un livre de leurs propres photos; Photograph (en) en 2013 et 1964: Eyes of the Storm (en) en 2023. En 2026, sortira The Third Eye, un recueil de photos datant de 1963 à 1969, cette fois prises par George Harrison. En revanche, les photographies qui ornaient leurs albums ont été prises par des photographes engagés par le groupe et ce sont ces artistes qui ont aidé à façonner leur image. Voici les contributions de certains de ces photographes qui ont immortalisé sur pellicule l'histoire de ce groupe phare de la musique populaire du XXe siècle.

## Avant la gloire

### Michael McCartney
Le cadet des deux frères McCartney, Mike qui travaille dans un salon de coiffure, s'adonne aussi à la photographie. Son frère et son groupe deviennent souvent la cible de son objectif. Plusieurs photos célèbres sont réalisées par lui : John et Paul écrivant le tube I Saw Her Standing There, Gene Vincent avec ces derniers au Cavern Club, possiblement les premières photos couleur du groupe avec les trois membres originaux avec des guitares prises chez sa tante Gin, etc. En 2005, une de ses photos deviendra la pochette du disque Chaos and Creation in the Backyard de son frère,. Mike prendra le pseudonyme McGear lorsqu'il sera membre du groupe The Scaffold.

### Astrid Kirchherr et Jürgen Vollmer

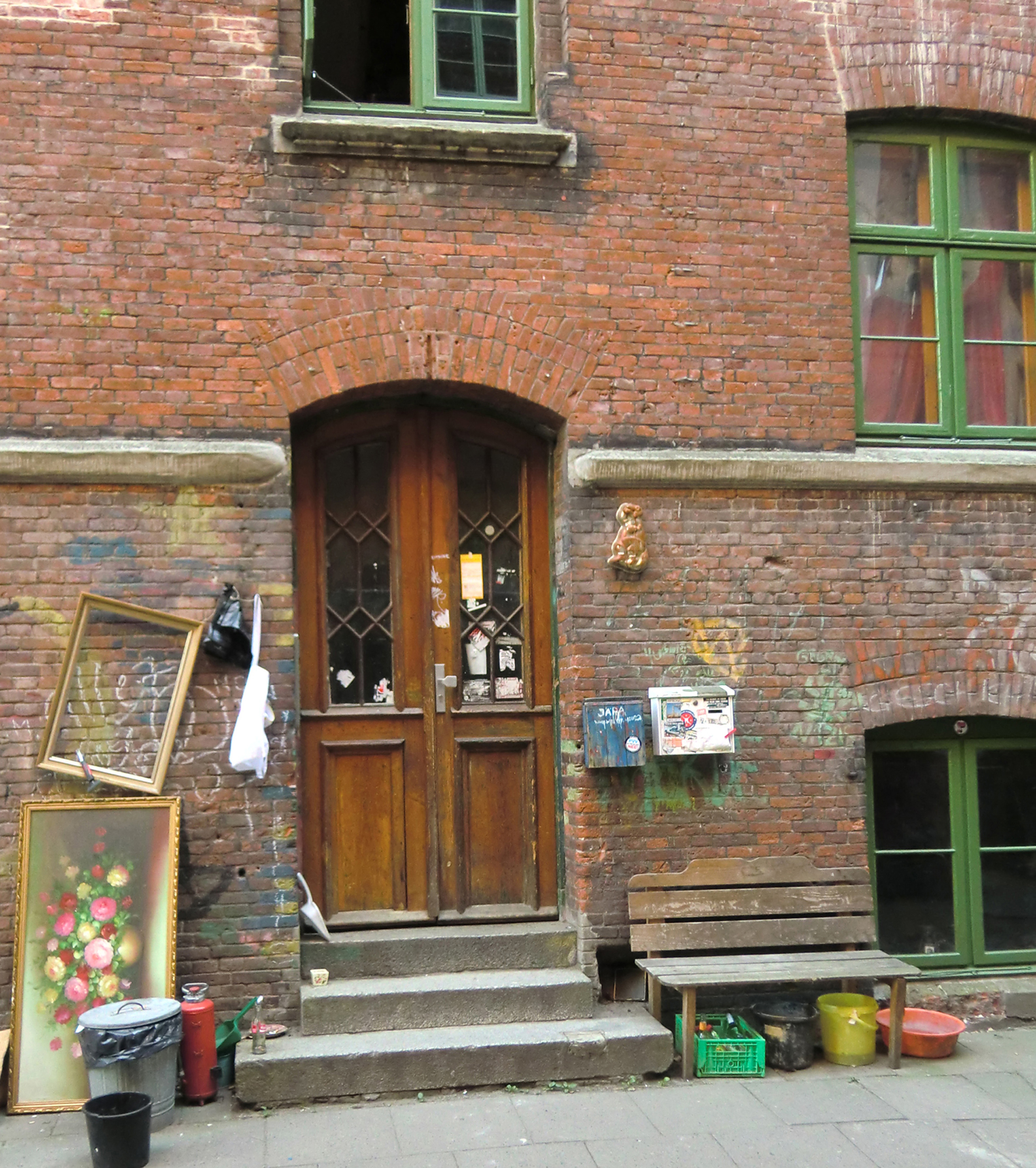
John Lennon posa pour Jürgen Vollmer devant cette porte dans le « Jäger Passage » derrière le 22 Wohlwillstraße à Hambourg.

Astrid Kirchherr (Klaus Voormann est son petit ami), assistante du photographe Reinhardt Wolf et étudiante en art, et Jürgen Vollmer (en), jeune photographe, ont rencontré le groupe à Hambourg. C'est elle qui donna, au milieu de 1961, la coupe de cheveux qui primait dans les couloirs des écoles d'art de la ville, à Stuart Sutcliffe, son nouvel amoureux, et ensuite à George Harrison qui reprendra rapidement sa coupe rocker. Vollmer fera de même à McCartney et Lennon lors de leur escapade à Paris et, au retour, Harrison les imitera,.
Kirchherr et Vollmer prendrons plusieurs photographies du groupe durant leurs séjours à Hambourg. Une photo de ce dernier sera publiée sur l'album Rock 'n' Roll de Lennon sorti en 1977. À la demande du groupe, la photo de la pochette du disque With The Beatles, prise par le photographe Robert Freeman, reproduira les portraits qu'Astrid Kirchherr a réalisé en noir et blanc avec leurs visages à moitié dans l'ombre. Une photo de la jeune photographe, prise devant les montagnes russes du « Hugo Haase Fun Fair » en 1960, est utilisée pour illustrer l'évolution des membres du groupe dans le documentaire The Beatles Anthology. Elle prendra des photos lors du tournage du film A Hard Day's Night en 1964, le portrait de George Harrison pour le disque Wonderwall Music et photographiera le musicien enregistrant avec Jackie Lomax en 1968.

### Les Chadwick
Engagé par Brian Epstein, leur nouveau manager,, Les Chadwick ,, prendra des photos du groupe en concert au Cavern Club ou mises en scène dans différents endroits de Liverpool. Des photos prises à « The Bally », un site près des quais de la ville où les restes de voitures calcinées et jonchée de débris d'une section bombardée lors de la Seconde Guerre mondiale toujours présente à l'époque, sont très connues. Certains clichés de cette séance photo ont été utilisés pour la pochette intérieure et dans le livret accompagnateur de la réédition du disque Please Please Me de 2009. On retrouve une des photos prises sur le bateau-pompe SS Salvor, accosté au Pier Head, exposée au National Portrait Gallery de Londres,,.

## LaBeatlemania

### Dezider Hoffmann

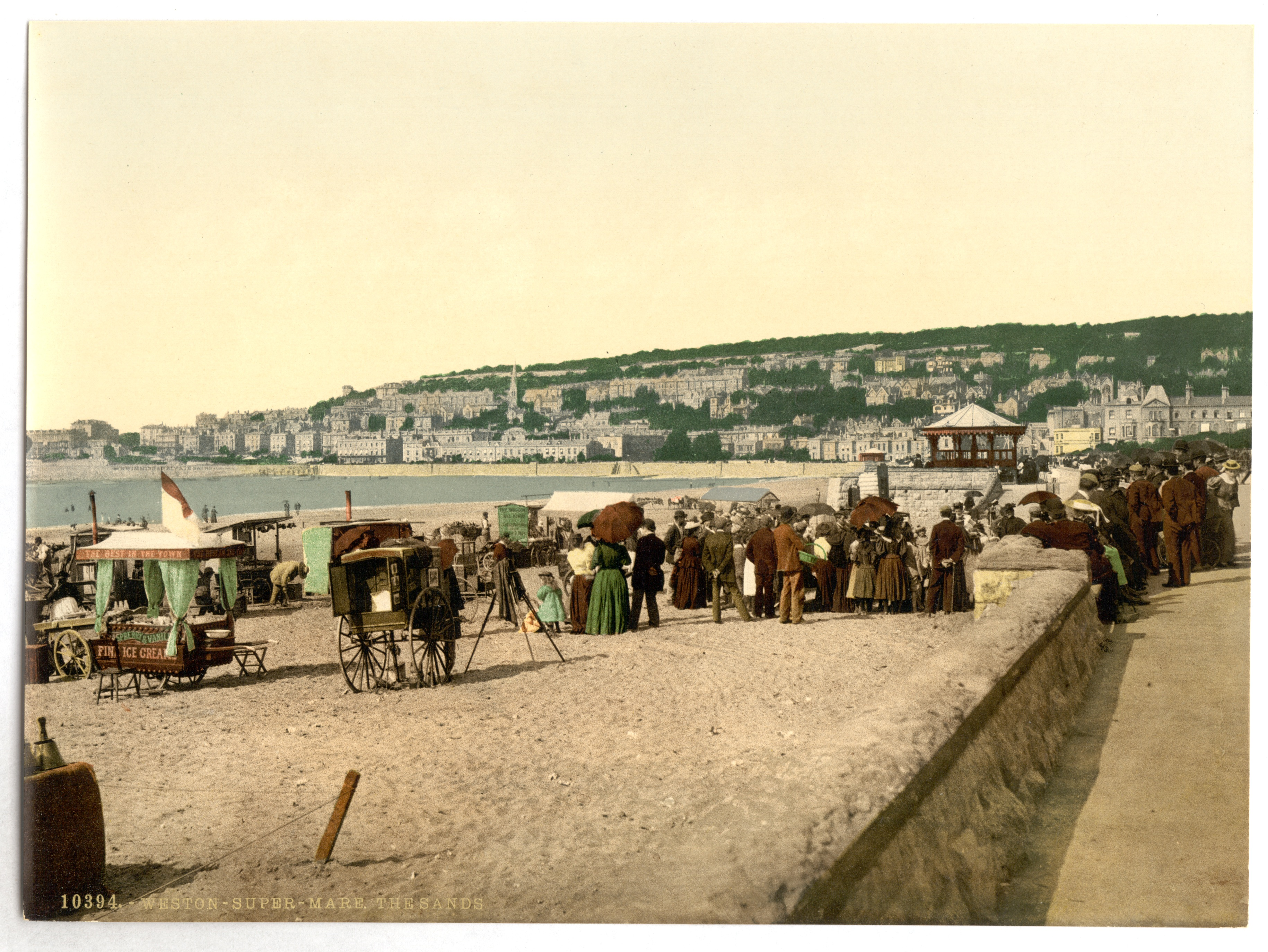
Weston-super-Mare entre 1890 et 1900 : Les Beatles posèrent en costumes de bain d'époque à cet endroit en juillet 1963. On peut voir Ringo déguisé de cette façon dans le montage de la pochette du disque Revolver.

Mieux connu avec le surnom Dezo, le photographe américain d'origine slovaque, qui travaille au Record Mirror, photographie John, Paul, George et Ringo dès leur première séance d'enregistrement officielle pour Parlophone aux studios EMI d'Abbey Road à Londres le 4 septembre 1962. Sur ces clichés, George Harrison, 19 ans, apparaît avec un œil au beurre noir. Il a reçu un coup de poing au visage dans un couloir sombre du Cavern Club, car il avait défendu le nouveau batteur des Beatles, Ringo Starr, face au public qui réclamait Pete Best 

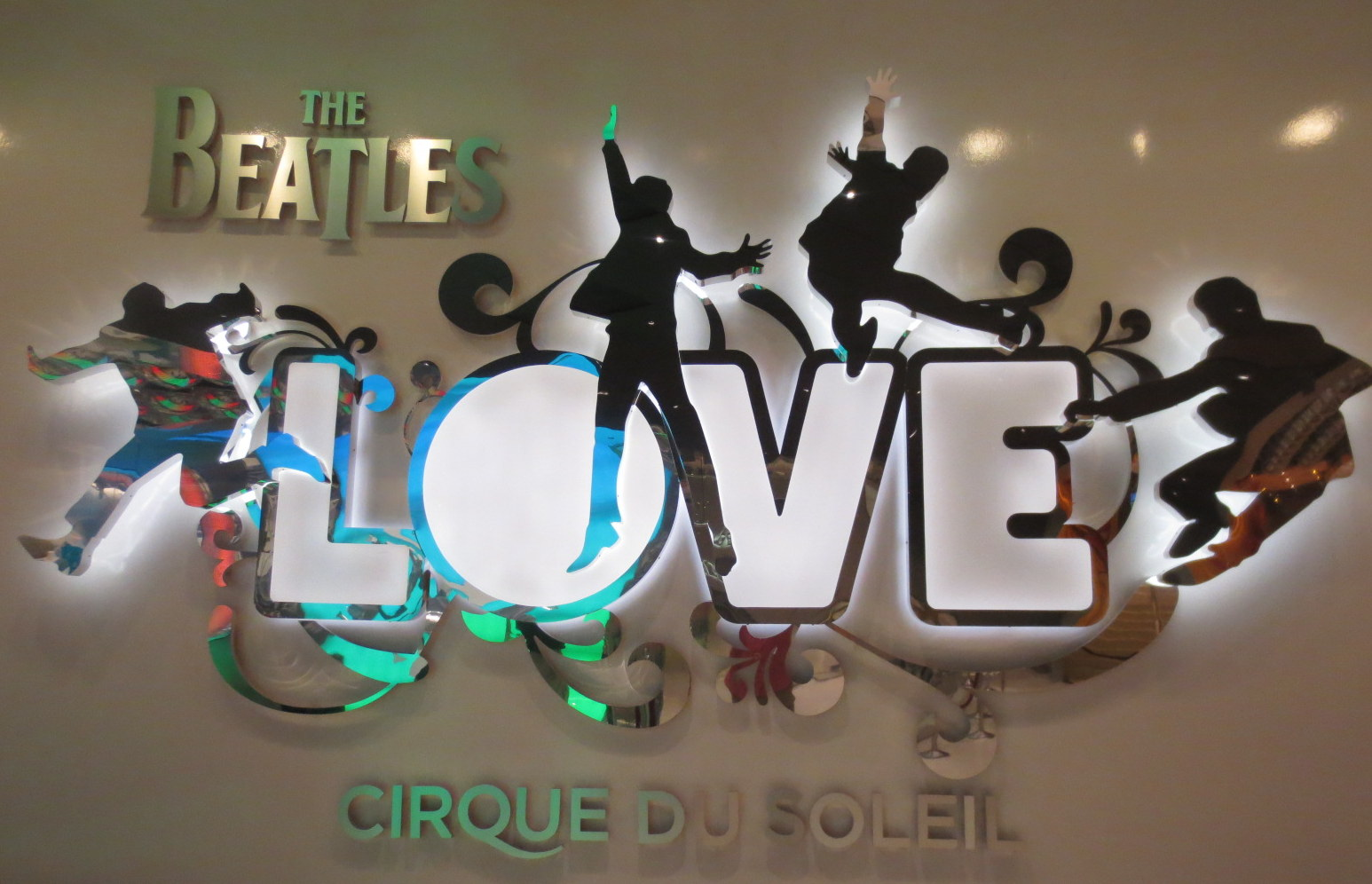
L'affiche permanente du spectacle « The Beatles Love » à l'hôtel The Mirage à Las Vegas.

À partir de ce moment jusqu'à la fin 1964, il est le photographe attitré des Beatles avec qui il effectue une quarantaine de séances. Hoffmann immortalise le groupe dans le jardin des McCartney, dans le parc Sefton de Liverpool et au terrain de golf Allerton (en). La célèbre photo du saut des quatre comparses y a été prise le 23 mars 1963,. Souvent vue lors de l'époque de la beatlemania (magazines, posters, le journal du fan club, etc.), on retrouve cette pose folle en silhouette pour le matériel publicitaire du spectacle Love produit par le Cirque du Soleil (pochette du disque, affiche du spectacle, etc.). Une photo similaire, prise à Londres le 25 avril 1963 par Fiona Adams (en),, sera utilisée pour la pochette de deux microsillons intitulés Twist and Shout ; le EP britannique et le 33-tours canadien. La célèbre photo studio, prise en mai 1963, où le groupe, portant tous leurs costumes gris sans collets, entoure Ringo assis sur une chaise est l'œuvre de Hoffmann. Il est aussi l'auteur des photographies prises le 27 juillet suivant sur la plage de Brean,, où ils sont affublés de costumes de bain de style edouardien (qu'on peut voir dans les premières secondes du clip de la chanson Now and Then, filmés avec sa ciné-caméra 8 mm, à l'endos de la compilation française Les Beatles dans leurs 14 plus grands succès et Ringo Starr sur le montage de Revolver) ou sur la terrasse de leur hôtel, auxquelles un effet stroboscopique a été rajouté afin de servir de décor pour la scène du concert pour la télévision dans le film A Hard Day's Night.
Toutes les photographies de la première collection de cartes publiées 1963 en Angleterre par la A. & B. C. Chewing Gum LTD, affiliée à Topps en Amérique du Nord, sont exclusivement tirées du portfolio du photographe. Il reçoit la somme de 25 £ pour chacune des 60 photos de la collection pour une valeur totale, ajustée pour 2020, à près de 32 000 £. Les séries suivantes contiennent encore quelques photos de Hoffmann mais on y voit surtout celles de Robert Freeman.
Il est un des photographes présent lors des préparatifs et de la diffusion mondiale en direct (en) de la chanson All You Need Is Love en 1967. Andy Warhol utilisera des portraits de Hoffmann comme toile de fond pour la couverture d'un numéro sur les Beatles du magazine Rolling Stone en 1980,. Lors de la production du projet Anthology, le copyright de l'archive complète de ses clichés des Beatles a été acquis par Apple Corps. Les pochettes des deux disques des enregistrements effectués à la BBC en sont tirées.

### Angus McBean
Bien que certaines des photos de Hoffmann ont été considérés pour la pochette du premier album, c'est celle d'Angus McBean (en), prise en contre-plongée dans la cage d'escalier de la EMI House qui sera finalement choisie. Il a reproduit cette photo en 1969 pour le projet Get Back mais elle sera plutôt utilisée pour la compilation The Beatles 1967–1970 parue en 1973. Un montage de ces deux clichés est utilisé comme affiche et pochette DVD du documentaire The Beatles: Get Back en 2021. La photo des pochettes du EP The Beatles' Hits et du disque américain Introducing… The Beatles est aussi de McBean, prise lors de la même séance photo de 1963.

### Robert Freeman
Lors de la tournée des stations balnéaires du Royaume-Uni en 1963, les Beatles furent photographiés pour la première fois par Robert Freeman. Ce photographe anglais qui vient de terminer ses études en art, voisin d'appartement de John Lennon, est sans contredit celui qui a marqué le plus l'image des Beatles en début de carrière; il sera retenu pour illustrer cinq disques du groupe.

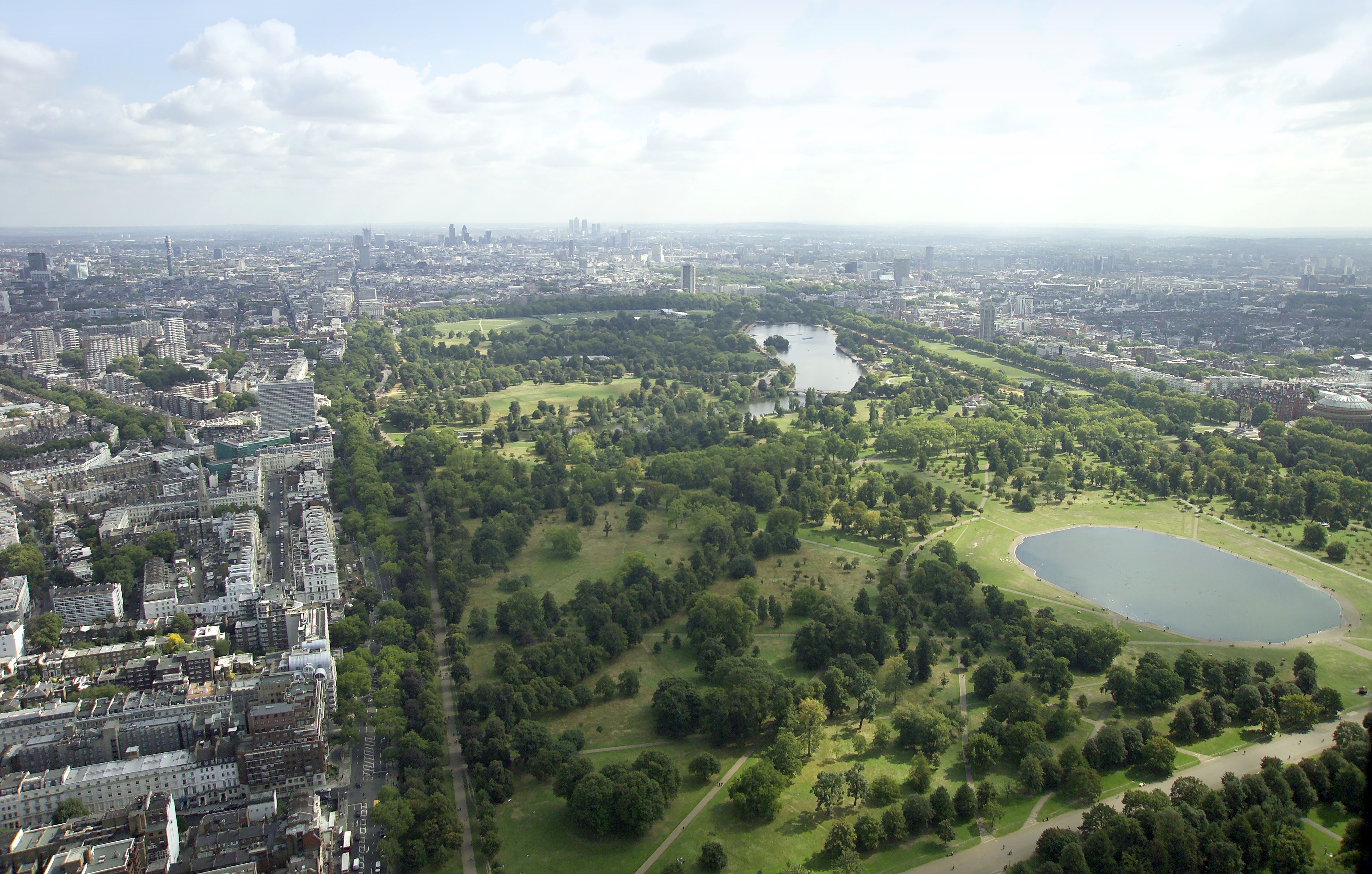
Vue aérienne du Hyde Park à Londres où les photos de la pochette du disque Beatles for Sale ont été prises.

Comme on le remarque bien avec la pochette de l'album Please Please Me, les pochettes des disques pop de l'époque ne servent d'emballage tape-à-l’œil avec des photos joyeuses et incluant du texte qui annonce l'inclusion de chansons à succès déjà publiée en 45 tours. La pochette du disque With the Beatles change tout cela ; ici, on ne voit que leurs visages sans sourire, éclairés de la droite et portant des chandails à col roulé noir qui se fondent dans l'arrière plan. Ceci donne une touche sombre mais artistique à la pochette. Cette photo sobre, inspirée d'Astrid Kirchherr, s'éloigne donc des conventions mercantiles usuelles à l'époque et ouvre la porte aux pochettes modernes,.
Plus tard, il fait les portraits des membres du groupe qui seront alignés entre deux bandes tels un ruban de film qui fera partie du matériel publicitaire du film A Hard Day's Night. Les photos de couverture des deux livres de John Lennon (In His Own Write et A Spaniard in the Works) sont aussi de Freeman.
Les photos couleur et celles noir et blanc des disques Beatles for Sale (et de l'album américain The Early Beatles tirée de la même séance), Help! et Rubber Soul sont aussi l'œuvre de ce photographe. Pour cette dernière pochette, lorsqu'il présentait le concept en projetant l'image au moyen d'une diapositive sur un carton vraie grandeur, celui-ci glisse ce qui causa une distorsion de l'image. Le groupe en est ravi et demande au photographe de reproduire cet effet.
Certaines des photographies utilisées par Klaus Voorman pour son collage du disque Revolver sont aussi de Freeman,,.

### Harry Benson
Bien que ses photographies n'aient jamais été utilisées pour des pochettes de disques, le photographe écossais Harry Benson, a pris plusieurs photos très connues du groupe. Il passe plusieurs jours à Paris dans leur suite à l'hôtel Georges V où il les photographie. Sa plus célèbre reste celle de leur bataille d’oreillers. Il est dans l'avion qui les emmène à New York pour leur triomphale première visite et il les suit durant leur tournée. À Miami, c'est lui qui organise la séance photo avec le jeune Cassius Clay (qui prendra le nom Mohamed Ali l'année suivante) mais Lennon aurait préféré plutôt rencontrer le champion Sonny Liston qui refusa la proposition. Finalement, le musicien trouva que le groupe eut l'air ridicule dans les photos. Benson sera aussi le premier à photographier l'assassin de Lennon en 1987.

### Robert Whitaker

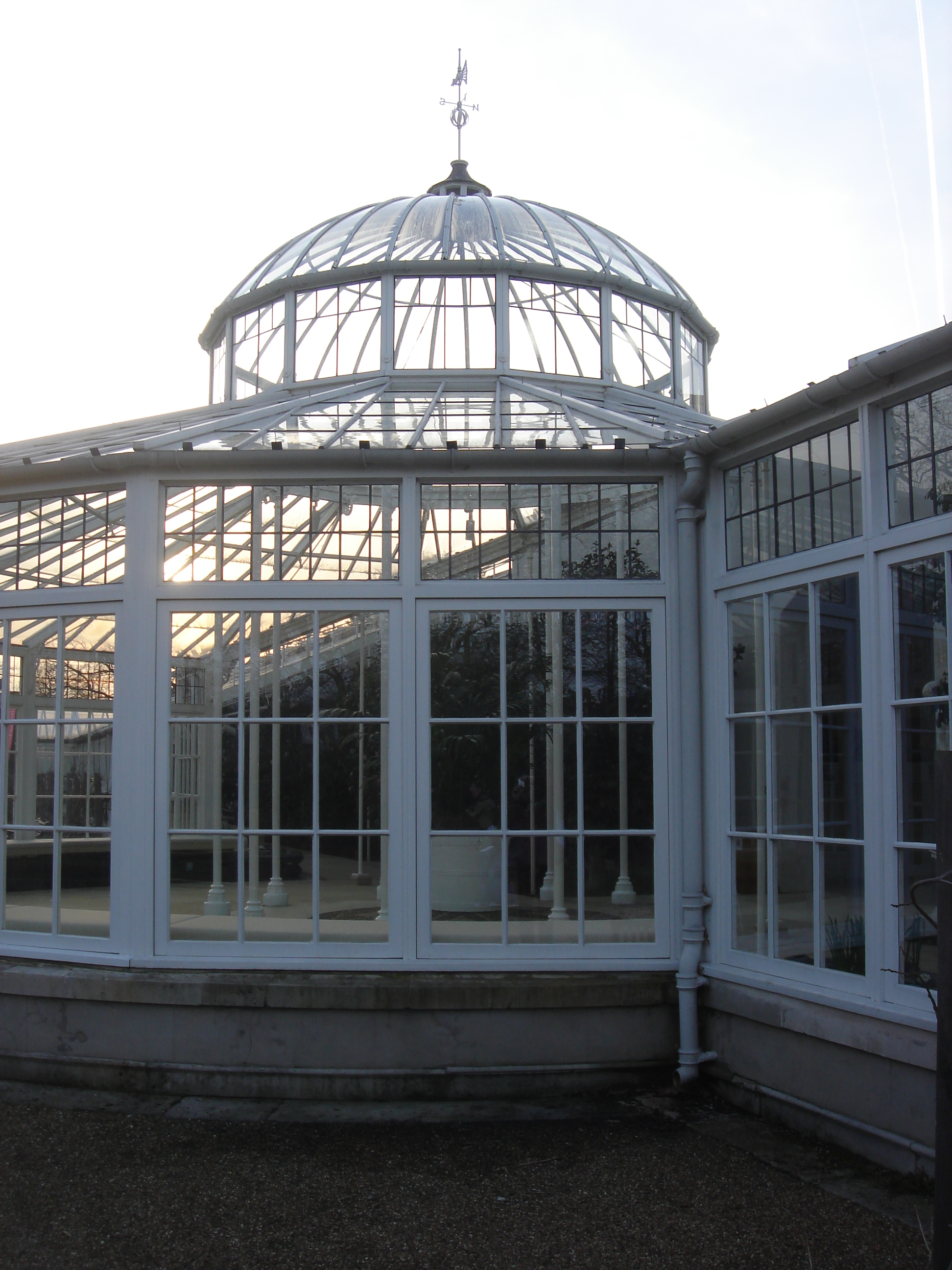
Certaines scènes du film promotionnel de la chanson Rain ont été tournées dans la serre de la Chiswick House.

Né en Angleterre d'un père australien et d'une mère anglaise, Robert Whitaker (en) a été un des photographes officiels du groupe pendant deux ans. Ses photos seront utilisées pour le disque américain Beatles '65 ,,,,. Il est présent lors du concert au Shea Stadium et lors du tournage du film Help! et des films promotionnels des chansons Paperback Writer et Rain. Il est l'auteur des photos qui se retrouvent au dos des albums Revolver  et A Collection of Beatles Oldies,, cette dernière prise lors de la tournée japonaise de 1966. Lors de cette tournée, enfermés dans une chambre d'hôtel, les quatre musiciens créent une toile d'art abstrait intitulée à posteriori « Images of a Woman » qui sera offerte à Tetsusaburo Shimoyama, le président du fan-club de ce pays. Whitaker les a photographié à l'œuvre,. Le 1er février 2024, cette œuvre unique a été adjugée 1,7M$US lors d'une mise aux enchères par Christie's à New York. L'identité de l'acheteur n'a pas été dévoilée.
C'est aussi ce photographe qui sera à l'origine de la débâcle de la « Butcher Cover » c'est-à-dire la pochette originelle du disque Yesterday and Today. Le 25 mars 1966, Whitaker s'inspire de l'artiste surréaliste allemand Hans Bellmer et photographie le groupe vêtu de blouses de bouchers, entouré de morceaux de viande et de poupées décapitées. Cette photo était la pièce centrale d'une triptyque appelée « The Somnambulant Adventure » (L'aventure somnambulique), satirisant le phénomène de la popularité avec, à gauche, le groupe tenant un chapelet de saucisses (représentant un cordon ombilical) devant une jeune femme vue de dos et, dans la photo de droite, George « martelant » des clous dans la tête de John. D'autres photos incorporant des objets insolites furent prises cette journée, dont Paul et ensuite George avec leurs têtes dans une cage d'oiseau ou celle de Ringo dans une boîte de carton, sur laquelle « 2 000 000 » est écrit. La butcher cover a été retenue pour la promotion du single Paperback Writer en Angleterre, ce qui ne créa aucune consternation, et comme pochette du disque américain Yesterday and Today qui fut rapidement retiré du marché à la suite de nombreuses plaintes de détaillants outrés. La photo fut remplacée par une autre, plus sobre, du groupe autour une malle prise, quelques jours après la séance somnambulique, par le même photographe dans les bureaux de Brian Epstein. Cette nouvelle photo sera plus tard un des supposés indices de la rumeur de la mort de McCartney, la malle représentant son cercueil. Un autre cliché de cette séance photo orne la pochette du E.P. français intitulé Strawberry Fields Forever.

### Donald McCullin

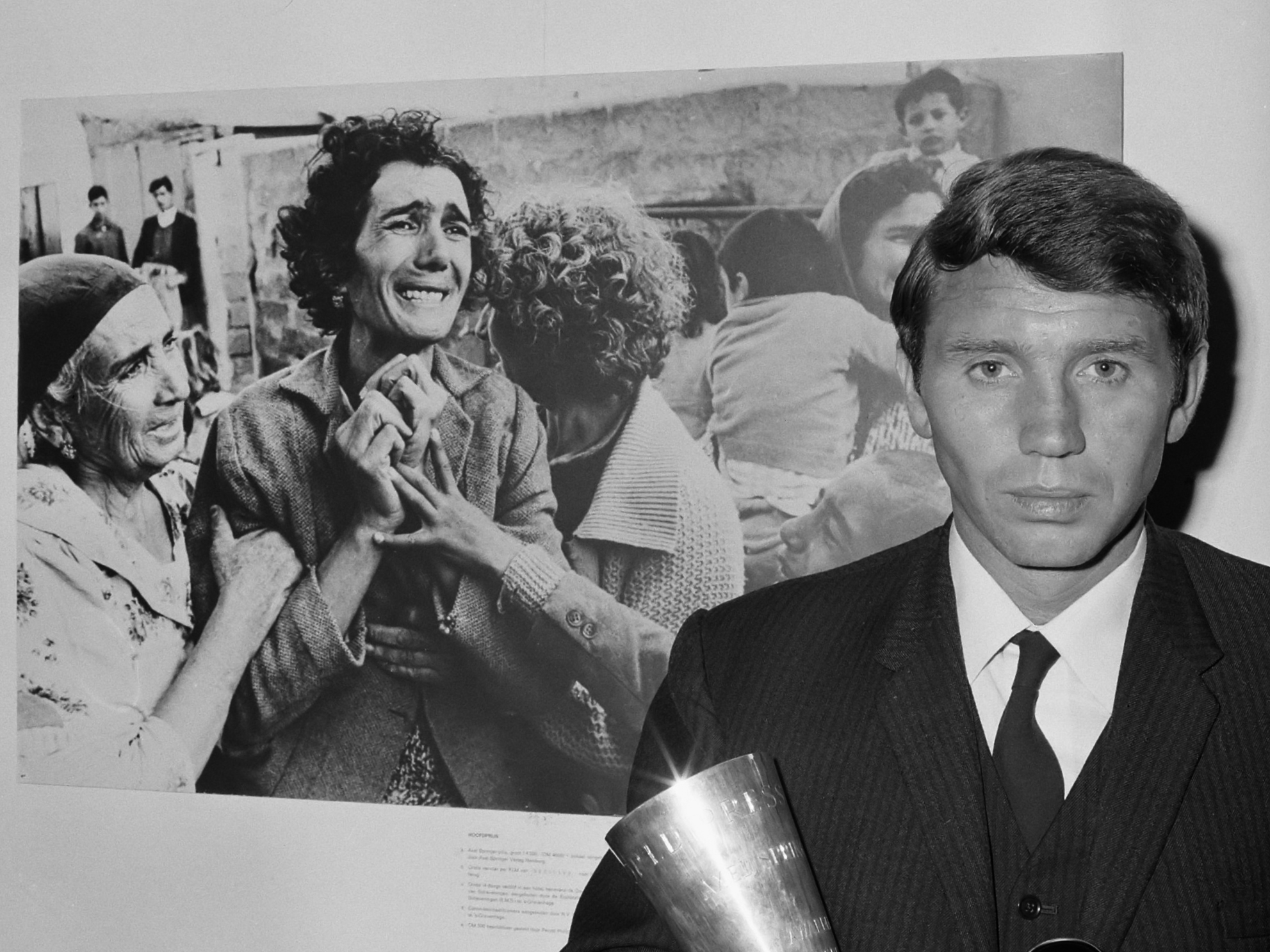
Donald McCullin (1964)

Dimanche, le 28 juillet 1968, Don McCullin fait une série de clichés avec les Beatles, séance qui fut surnommée « A Mad Day Out » en raison des nombreux endroits à Londres qui ont servi de plateau durant la journée. McCullin a invité son collègue Tom Murray, qui a pris certaines des photos couleur de la séance et les photographes Ronald Fitzgibbon, Stephen Goldblatt, Tony Bramwell et Mal Evans (le « roadie » du groupe) accompagnent le duo lors de la journée,,. Plusieurs de ces photos se retrouvent aujourd'hui dans le livret accompagnateur des rééditions de l'« Album blanc » en 2009 et 2018 et sur quelques pochettes de disques posthumes.

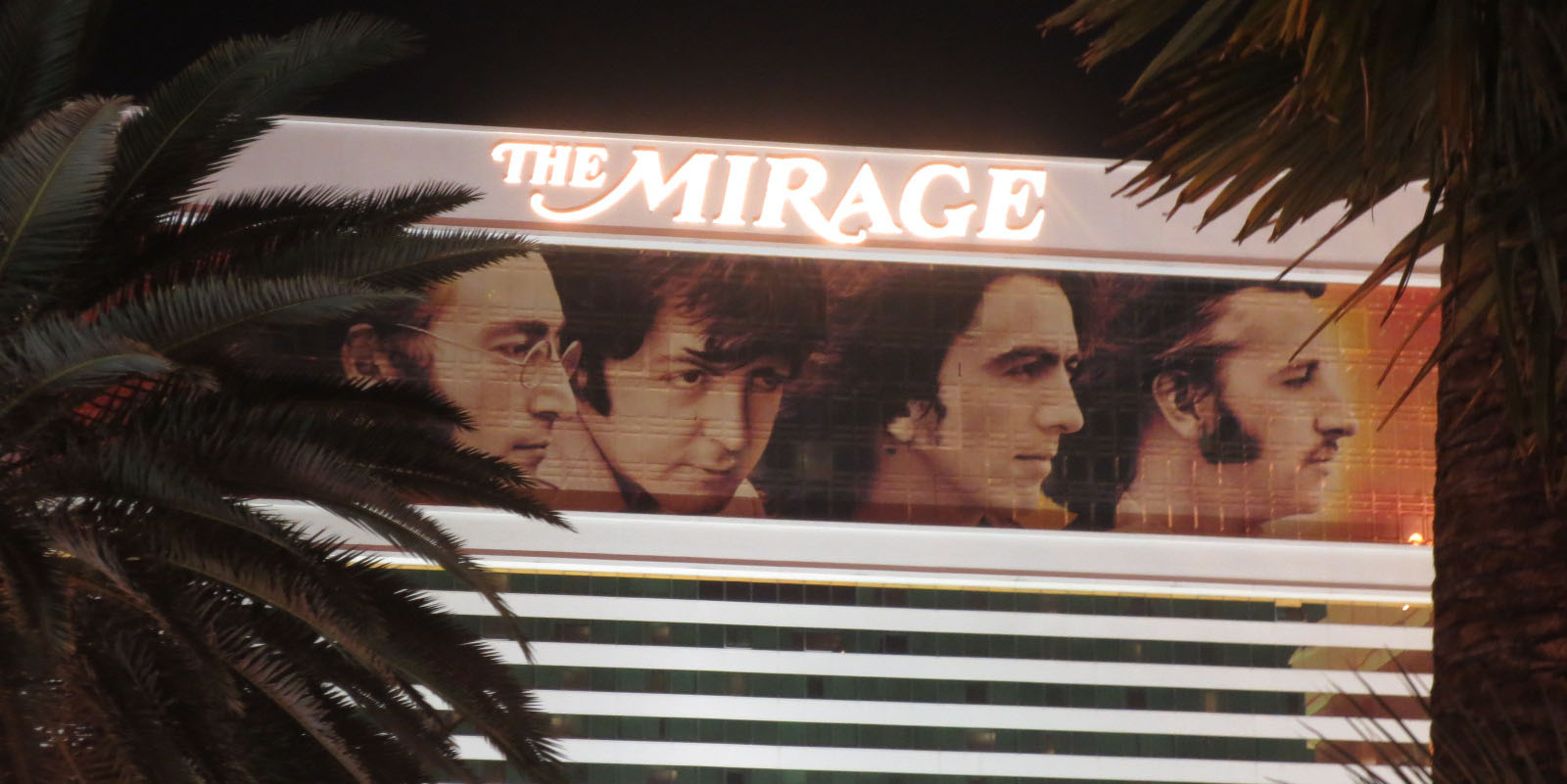
L'affiche géante des portraits des Beatles couvrent les derniers étages de l'hôtel The Mirage à Las Vegas en 2016.

Cette « journée folle » débute dans un studio de photographie dans le « penthouse » du Thomson House, sise au 200 Gray's Inn Road, édifice qui abrite le Times et le Sunday Times. Le groupe pose quelquefois avec des accessoires variés (draps colorés, une botte, un clairon, des casques, des lunettes de protection, etc.), devant un fond bleu ou un autre de papier d'aluminium chiffonné. Un ventilateur est utilisé pour faire virevolter les cheveux. Une de ces photos est utilisée comme page frontispice du magazine Life  pour l'édition du 13 septembre 1968. On en retrouve aussi une autre sur le disque 7 du Beatles Box. Les portraits utilisés dans la promotion du spectacle Love à Las Vegas, au moment de sa refonte en 2016, proviennent aussi de cette séance.

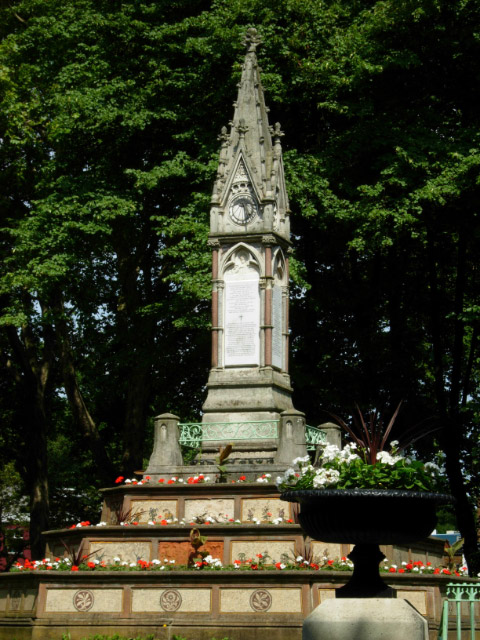
Les Beatles posèrent devant le mémorial pour Angela Burdett-Coutts

Le groupe se dirige vers le Mercury Theatre à Notting Hill Gate (en) au 2 Ladbroke Road. Dans cet endroit sombre, ils posent, souvent déguisés, avec un perroquet, autour d'un piano et derrière ou sur la scène. Le troisième lieu devait être le cimetière de Highgate à North London pour se faire photographier devant la tombe de Karl Marx. Ils ne posent que sur la rue Swain’s Lane à l'entrée du cimetière, McCartney arborant une rosette du Liverpool Football Club à son complet rose. Peu de photos de ces deux sites ont été utilisées dans des publications notables sauf pour la photo sur la version américaine du disque compilation Rarities qui a été prise au théâtre.
Ensuite, la troupe se déplace au centre du rond-point de la bouche de la station de métro Old Street sur une plateforme surélevée (une photo prise par Goldblatt est incluse sur l'affiche de l'« Album blanc »), pour après se rendre à l'ancienne église Saint Pancras et ses jardins près de Regent's Park. La photographie intérieure de la pochette ouvrante des compilations The Beatles 1962–1966 et 1967–1970, prise derrière la grille où le groupe est entouré de badauds, provient de ce site. Un autre cliché, pris devant le portail de l'église, est utilisé pour la pochette de l'édition russe du disque Hey Jude. Plusieurs photos du groupe parmi les alceas du jardins de l'Église, devant le cadran solaire offert par Angela Burdett-Coutts ou entourant un vieillard assis sur un banc public et lisant son journal, ont souvent été publiées.
Le sixième lieu est dans le East End au Wapping Pier Head et sur la rue Wapping High. Une série de photos de John Lennon faisant le mort et entouré de ses camarades est aujourd'hui très connue. La septième et dernière séance photographique se déroule à quelques pas des studios Abbey Road dans les jardins de la maison de Paul McCartney au 7 avenue Cavendish à St. John's Wood, à l'intérieur d'un dôme géodésique qu'il a fait construire. Une des photos orne l'endos du disque compilation The Beatles' Ballads.

### Autres

#### Joe Covello
Ce photographe américain de l'agence Black Star (en) a suivi les Beatles pendant le mois qu'a duré la première tournée du groupe aux États-Unis. Il a vu ses photographies orner les albums nord-américains The Beatles' Second Album, Something New et The Beatles' Story.

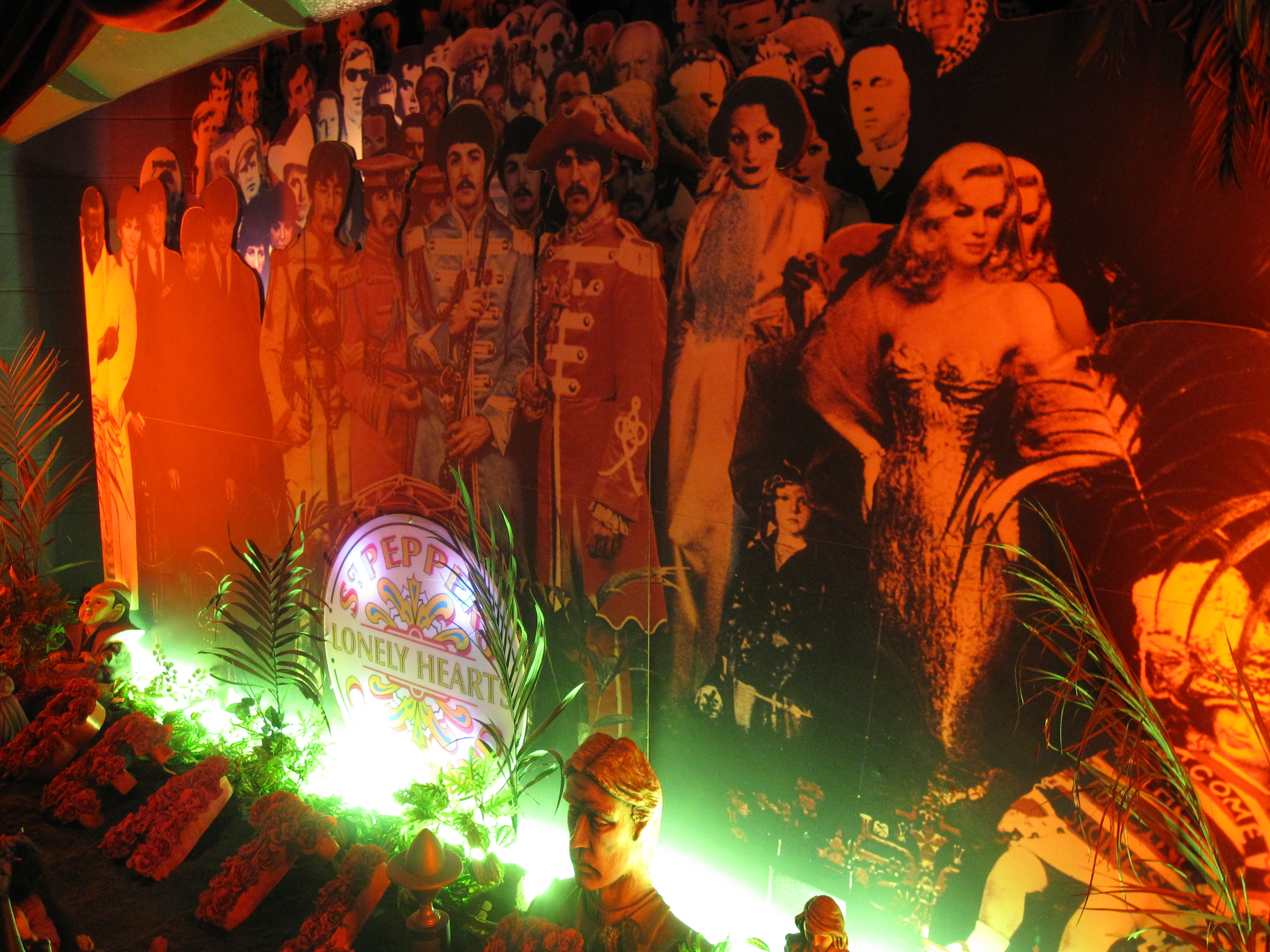
La reproduction géante de cette célèbre pochette au musée ' à Liverpool.

#### Michael Cooper
Peter Blake, un artiste pop britannique, sa conjointe, Jann Haworth, et Al Vandenberg ont eu la tâche de créer et d'organiser la séance photo du photographe Michael Cooper, sous la gouverne du directeur artistique Robert Fraser, pour la pochette du disque Sgt. Pepper's Lonely Hearts Club Band. La mise en scène comprend quelque soixante agrandissements grandeur nature de personnages plus ou moins connus, choisis par les membres du groupe, et incorporant les statues de cire de Sonny Liston,, de Diana Dors et des Beatles, à la mode 1963, portant leurs costumes de scène gris. Sur l'avant plan se trouvent, entre autres, une statue d'une déesse indienne, une poupée portant un chandail des Rolling Stones, un narguilé et le nom « Beatles » écrit avec des fleurs. Au centre, les quatre musiciens, habillés en costumes militaires très colorés, sont debout derrière une grosse caisse ornée d'un logo du « Lonely Hearts Club Band » dessiné par l'artiste Joe Ephgrave,.

#### David Redfern

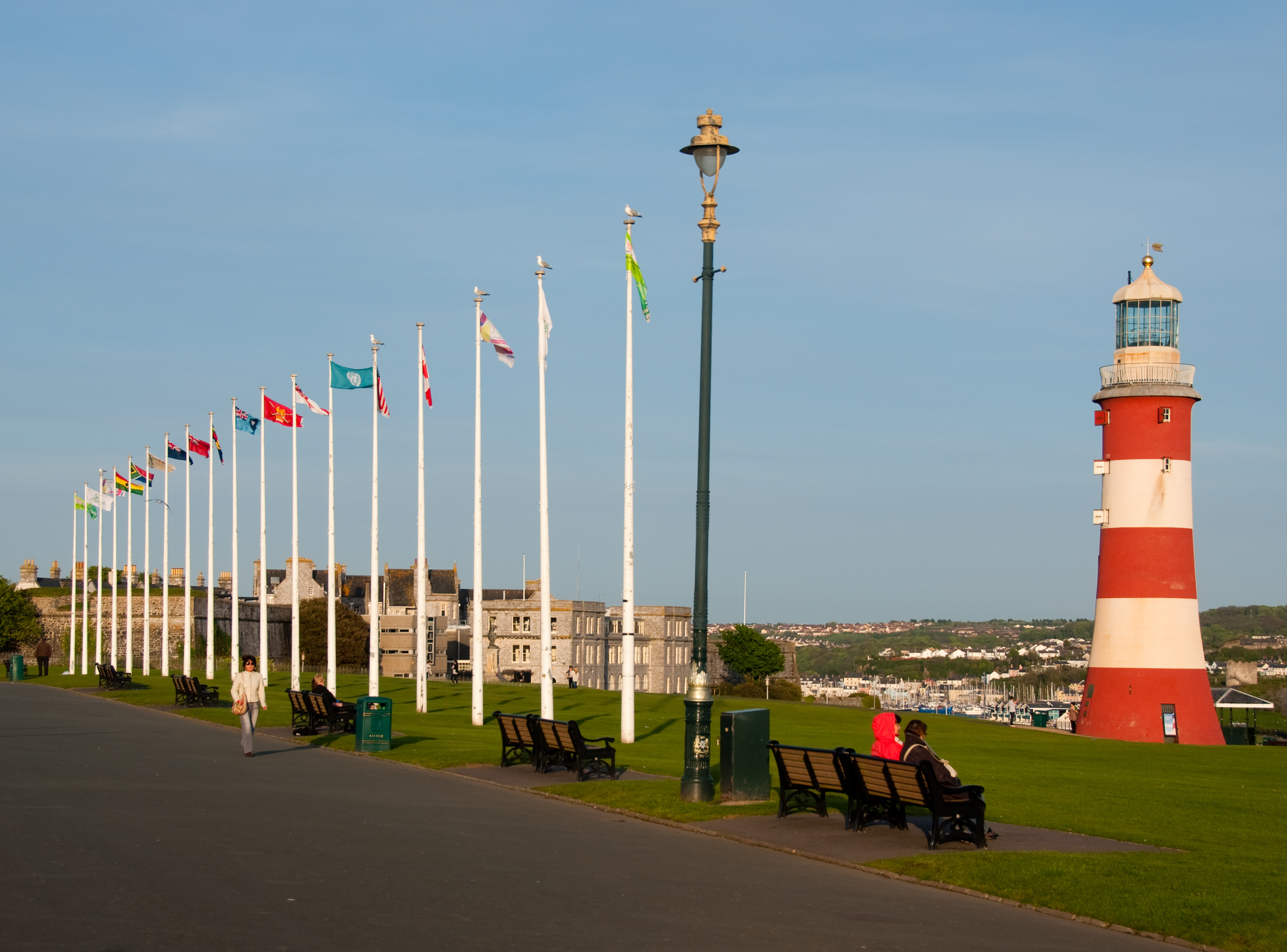
En 1967, la tour Smeaton, le troisième phare d'Eddystone, était complètement blanche.

Photographe se spécialisant dans le monde du jazz et de la musique populaire, David Redfern (en) a souvent photographié les Beatles. Il a été attitré (avec John Kelly ) pour le tournage du film Magical Mystery Tour. Le 12 septembre 1967, il a pris une photo du groupe assis dans l'herbe du parc Plymouth Hoe, devant la tour Smeaton à Plymouth dans le comté du Devon. La ville a dévoilé, le 18 novembre 2015, une sculpture pour commémorer le passage du groupe. On y installa les traces de leurs postérieurs, de leurs jambes, de leurs pieds et de leurs mains, moulées dans du cuivre, à l'endroit exact pour que les passants puissent s'y asseoir et reproduire cette célèbre photographie.

#### John Kelly
Les photos de Kelly sont utilisées pour la pochette du disque Magical Mystery Tour et c'est lui qui fait les portraits individuels des membres du groupe pour être insérés dans la pochette de l'« Album blanc ». Le peintre britannique Richard Hamilton, un des pères du pop art, est responsable du concept épuré de cet album double qui suivait le disque « Sgt. Pepper » avec sa pochette très élaborée. C'est ce dernier qui baptise le disque et qui crée le poster. Les photos de cette affiche sont tirées de clichés personnels des membres du groupe ou de leurs proches (Mal Evans, Linda McCartney, entre autres) ou de différents photographes trop nombreux pour être nommés ici.

#### Richard Avedon
Avedon photographie les Beatles à quelques reprises mais ses portraits seront originellement utilisés pour illustrer des magazines tels Harper's Bazaar, Look et Stern. Deux séries de portraits, fait le 11 août 1967 au studio de Thompson House, seront ultimement utilisées pour les compilations Love Songs publiée en 1977 et 1 publiée en 2000.

#### Iain MacMillan

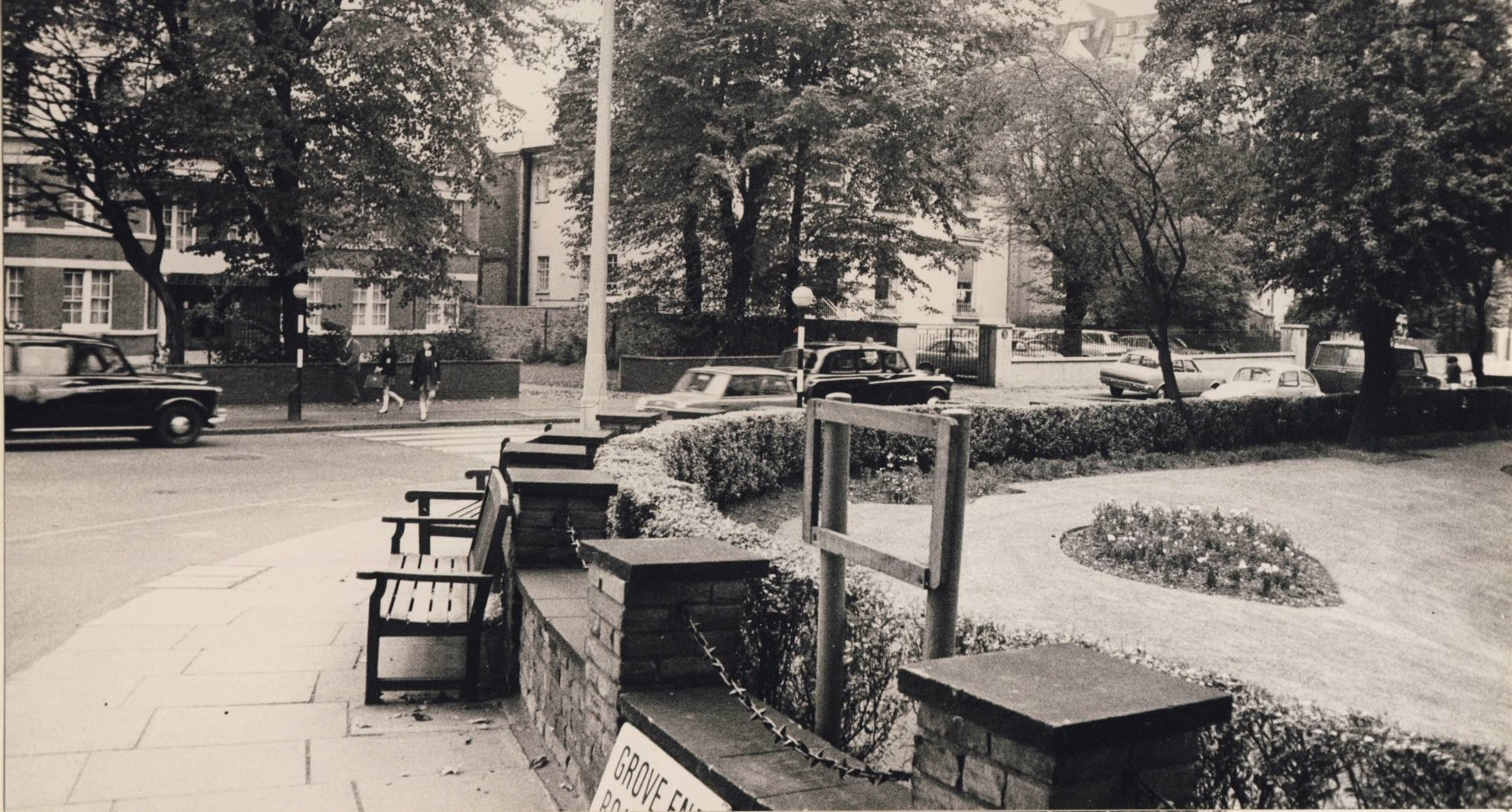
Le passage piéton devant les studios Abbey Road en 1969. On peut même apercevoir la « célèbre » Volkswagen Beetle appartenant à un des résidents de la rue.

Ce photographe a travaillé avec Yoko Ono en 1966 et a subséquemment côtoyé John et Yoko. Le 8 août 1969, suivant une esquisse de Paul McCartney, MacMillan réalise la célèbre photo du quatuor traversant le passage piéton devant leur studio pour l'album Abbey Road. Grimpé sur un escabeau au milieu de cette artère achalandée, il n'a que 10 minutes pour effectuer le cliché. Seules six photographies ont été prises lors de cette séance.
Il est l'auteur du portrait de John Lennon, transformé par Andy Warhol, qui orne la pochette de son disque Menlove Ave. sorti en 1986.

#### Ethan Russell
En janvier 1969, le photographe américain Ethan Russell (en) passe une vingtaine de jours  avec le groupe lorsqu'ils répètent leurs chansons et travaillent en studio pour le projet qui deviendra Let It Be ,. Lors de la publication originelle, un livre de photos et de dialogues, sera inclus dans les éditions de luxe de cet album dans une douzaine de pays dont l'Angleterre, le Canada et le Japon mais pas aux États-Unis. On retrouve de ces photos dans le beau-livre The Beatles: Get Back, paru le 12 octobre 2021, et dans le livre ou les livrets accompagnateurs des rééditions remixées et augmentées de l'album Let It Be, parus trois jours plus tard. On peut apercevoir le photographe à plusieurs reprises dans le documentaire The Beatles: Get Back sorti le mois suivant. D'autres photos de Russell, les dernières du groupe, prises le 22 août 1969 à Tittenhurst Park, le domaine de Lennon, apparaîtrons aussi sur la pochette du disque compilation Hey Jude et reprises pour le livret de la réédition du disque Abbey Road de 2009.

#### Linda McCartney
La boucle se boucle ; après le frère de Paul qui a pris les premières photos des Beatles, c'est au tour de sa femme Linda, présente dans les derniers mois de leur carrière collective, de prendre certaines des dernières. Envoyée par la boîte Bantam Books, Linda Eastman se présente à Peter Brown (en) et Brian Epstein qui lui permettent de photographier le groupe lors de la soirée de la sortie du disque « Sgt. Pepper ». Elle quitte Londres mais reviendra à plusieurs reprises. En septembre et octobre 1968, la relation entre Linda et Paul se développe et, à partir de ce moment, elle passe beaucoup de temps avec lui et le groupe, à les photographier dans leur intimité. On retrouve quelques-unes de ses photos sur l'affiche de l'« Album blanc ». Certaines de ses photos seront publiées à l'époque dans les magazines Rolling Stone et Life et, un demi-siècle plus tard, dans les livres accompagnant les rééditions Super Deluxe du cinquantenaire des albums  The Beatles, Abbey Road et Let It Be en plus du beau-livre qui accompagne la sortie du documentaire The Beatles: Get Back dans lequel on peut la voir travailler. Ses photos orneront les pochettes d'albums de son époux, tels McCartney et Ram.